# آلکساندر فارامون
آلکساندر فارامون (انگلیسی: Alexandre Pharamond; ۲۰ اکتبر ۱۸۷۶ – ۴ مهٔ ۱۹۵۳) بازیکن راگبی ۱۵ نفره اهل فرانسه بود.